# Буданцева, Роза Семёновна
Роза Семёновна Буданцева (30 декабря 1924, Горелое — 6 августа 1990, Москва) — советская писательница и сценаристка, Член Союза писателей СССР (1956—1990). Член Союза кинематографистов СССР.

## Биография
Родилась 30 декабря 1924 года в Горелом. Член КПСС с 1943 года. В 1945 году поступила на сценарный факультет ВГИКа, которая окончила в 1950 году, после окончания ВГИКа сразу же занялась литературной деятельностью. Написала вместе с Н. Ершовым книгу Вера, Надежда, Любовь, которая была признана лучшей книгой в издательстве Молодая гвардия в 1964 году. Также написала ряд сценариев для кино. С 1964 года работала членом сценарно-редакционной коллегии Экспериментального творческого объединения «Мосфильма». Была редактором в фильмах В. Чеботарёва («Дикий мёд», 1967), А. Файнциммера («Далеко на западе», 1968), А. Манасаровой («Главный свидетель», 1969), А. Салтыкова («Сибирячка», 1972), А. Стефановича («Вид на жительство», 1972), Л. Гайдая («Не может быть!», 1975, «Инкогнито из Петербурга», 1977, «За спичками», 1980, «Спортлото 82», 1982, «Опасно для жизни», 1985), Г. Данелия («Осенний марафон», 1979), К. Шахназарова («Добряки», 1979), Н.Михалкова («Раба любви», 1982), И.Л.Бабич («Прости меня, Алёша», 1983), Г.Бежанова («Где находится нофелет?», 1987), И.Гостева ("Беспредел", 1989), Г.Полоки («А был ли Каротин?», 1989).
Автор сценария фильма «Салтанат», Мосфильм, реж. - В.М.Пронин (1955).
Автор сценария фильма «Половодье», Мосфильм, реж. - И.Л.Бабич (1962)
Автор сценария (совместно с Н.Ершовым) фильма «Ищу мою судьбу», Мосфильм, реж. - А.И.Манасарова (1974).
Автор повести «Петр Сапожков и его свояченица Лёлька-бестолковщина» (современная пастораль). 1976 (не опубл.).
Автор книги «Призвание» (Военные биографии кинематографистов Семена Марьяхина, Григория Чухрая, Василия Ордынского, Владимира Басова). Союз кинематографистов СССР, Всесоюзное бюро пропаганды киноискусства, Москва, 1985.112 с.
Скончалась 6 августа 1990 года. Похоронена на кладбище в Переделкино.

## Фильмография

### Сценаристка
- 1955 — Салтанат
- 1963 — Половодье
- 1974 — Ищу мою судьбу